# Список участников Корейской войны, награждённых медалью Почёта
Медаль Почёта была учреждена в ходе Гражданской войны в США и является высочайшей военной наградой, вручаемой правительством США военнослужащим. Представляемые к награде обязаны проявить отличие с риском для жизни при выполнении долга службы и за его пределами в бою против врага Соединённых Штатов. Медаль часто вручается посмертно в связи с критериями награждения
Данный список представляет 146 служащих Вооружённых сил США, награждённых медалью Почёта за доблесть, проявленную в боях во время Корейской войны. 103 медали были вручены посмертно.
Корейская война проходила между двумя враждебными корейскими режимами, стремящимися ниспровергнуть друг друга политическими и военными средствами. Каждого противника поддерживали иностранные державы. Некоторые называют эту войну гражданской, хотя там играли роль многие другие факторы С 1948 года Корейский полуостров был формально разделён между двумя режимами. После того как северокорейскому режиму не удалось усилить свою позицию на свободных выборах, проведённых в Южной Корее в мае 1950 года и после того как южнокорейские власти отклонили требования северокорейцев провести новые выборы силы Северной Кореи 25 июня 1950 года двинулись на юг в попытке объединить Корейский полуостров. В конфликт включились США и СССР, после чего конфликт стал частью Холодной войны. Военные действия шли с 25 июня 1950 пока 27 июля 1953 года не было подписано перемирие.
Награждённые медалью Почёта по родам войск
ВВС США – 4

Армия США – 93

Корпус морской пехоты США – 42

ВМС США – 7
Последним живым награждённым был полковник Ральф Пакетт, умерший 8 апреля 2024 года в возрасте 97 лет.

## Награждённые медалью Почёта
Лавандовый цвет отмечает награждённых посмертно
Аббревиатура KIA отмечает павших в бою.
Примечание: Примечания взяты из официальных наградных записей
| Фотография | Имя                               | Род войск                 | Звание во время подвига              | Место боя                                | Дата боя                              | Часть | Примечания |
| --- | --------------------------------- | ------------------------- | ------------------------------------ | ---------------------------------------- | ------------------------------------- | --- | --- |
| | Чарльз Д. Эбрилл KIA              | Корпус морской пехоты США | Капрал                               | Hangnyong, Корея                         | 10 июня 1951                          | 2-й батальон первого полка 1-й дивизии морской пехоты                                                           | Пожертвовал жизнью, чтобы уничтожить вражеский бункер |
| | Стэнли Т. Адамс                   | Армия США                 | Сержант первого класса               | Sesim-ni, Корея                          | 4 февраля 1951                        | 19-й пехотный полк                                                                                              | Проявил лидерство в отражении вражеского наступления |
| | Джой Балдонадо KIA                | Армия США                 | Капрал                               | Kangdong, Корея                          | 25 ноября 1950                        | 1-й батальон, 187-го воздушнодесантного пехотного полка                                                         | Пожертвовал жизнью, оставшись на открытой пулемётной позиции в ходе вражеского наступления, истребил множество вражеских солдат.                                                                              |
| | Уильям Э. Барбер                  | Корпус морской пехоты США | Капитан                              | Битва при Чосинском водохранилище, Корея | С 28 ноября 1950 по 2 декабря 1950    | Рота F, 2-й батальон, 7-го полка первой дивизии морской пехоты                                                  | Рисковал жизнью приняв командование в ходе боя. |
| | Чарльз Х. Баркер KIA              | Армия США                 | Рядовой                              | Sokkogae, Корея                          | 4 июня 1953                           | Рота K, 17-го пехотного полка, 7-й пехотой дивизии.                                                             | Погиб в рукопашной схватке. |
| | Уильям Б. Бо KIA                  | Корпус морской пехоты США | Рядовой первого класса               | На дороге от Koto-ri до Hagaru-ri, Корея | 29 ноября 1950                        | Рота G, 3-й батальон, 1-й дивизии морской пехоты                                                                | Рисковал жизнью для спасения товарища в ходе ночной вражеской атаки против механизированной колонны. |
| | Эдвард К. Бенфолд KIA             | ВМС США                   | медик петти-офицер III класса        | Корея                                    | 5 сентября 1952                       | 1-я дивизия морской пехоты                                                                                      | Медик; пожертвовал жизнью спасая жизни раненых морских пехотинцев. |
| | Эмори Л. Беннетт KIA              | Армия США                 | Рядовой первого класса               | Sobangsan, Корея                         | 24 июня 1951                          | Рота B, 15-й пехотный полк, 3-я пехотная дивизия.                                                               | Пожертвовал жизнью чтобы прикрыть огнём отступление, продолжал стрелять пока не получил смертельное ранение.                                                                                                  |
| — | Дэвид Б. Блик                     | Армия США                 | Сержант                              | Minari-gol, Корея                        | 14 июня 1952                          | Медицинская рота 223-го пехотного полка, 40-я пехотная дивизия                                                  | Рисковал жизнью, организуя первую помощь нескольким раненым солдатам и убил нескольких врагов. |
| | Нельсон Ф. Бриттин KIA            | Армия США                 | Сержант первого класса               | Yonggong-ni, Корея                       | 7 марта 1951                          | Рота I, 19-го пехотного полка                                                                                   | Пожертвовал жизнью чтобы уничтожить 20 вражеских солдат и уничтожил 4 автоматических орудия, помогая наступлению своей роты на вражескую позицию.                                                             |
| | Мелвин Л. Браун KIA               | Армия США                 | Рядовой первого класса               | Ка-сан, Корея                            | 4 сентября 1950                       | Рота D, 8-й боевой сапёрный батальон                                                                            | В одиночку защищал участок стены, пока не исчерпал все патроны гранаты. |
| | Ллойд Л. Берк                     | Армия США                 | Первый лейтенант                     | Chong-dong, Корея                        | 28 октября 1951                       | Рота G, 5-й кавалерийский полк, 1-я кавалерийская дивизия                                                       | Рисковал жизнью атакуя противника чтобы спасти свою роту, прижатую огнём к земле. |
| | Тони К. Бёррис KIA                | Армия США                 | Сержант первого класса               | Mundung-ni, Корея                        | 8 октября 1951 to 9 октября 1951      | Рота L, 38-й пехотный полк, 2-я пехотная дивизия                                                                | Пожертвовал жизнью, разрушая многочисленные вражеские позиции и истребив нескольких врагов. |
| | Эктор А. Кафферата                | Корпус морской пехоты США | Рядовой                              | Битва при Чосинском водохранилище, Корея | 28 ноября 1950                        | Рота F 2-го батальона 7-го полка 1-й дивизии морской пехоты.                                                    | Рисковал жизнью в одиночку отражая вражескую атаку. |
| | Дэвид Б. Шампейн KIA              | Корпус морской пехоты США | Капрал                               | Корея                                    | 28 мая 1952                           | Рота A, 1-й батальон 7-го полка 1-й дивизии морской пехоты.                                                     | Пожертвовал жизнью, чтобы спасти бойцов своего расчёта, выбросив гранату из окопа. |
| | Уильям Р. Шаретт                  | ВМС США                   | Медик Петти-офицер III класса        | Высота «Вегас», Корея                    | 27 марта 1953                         | Рота F 2-го батальона 7-го полка 1-й дивизии морской пехоты.                                                    | Медик, оказывал помощь многим упавшим морским пехотинцам под плотным вражеским огнём. |
| | Корнелиус Чарлтон KIA             | Армия США                 | Сержант                              | Chipo-ri, Корея                          | 2 июня 1951                           | Рота C 24-го пехотного полка 25-й пехотной дивизии                                                              | Погиб от многочисленных ран, после нескольких атак на противника |
| | Стэнли Кристиансон KIA            | Корпус морской пехоты США | Рядовой первого класса               | Сеул, Корея                              | 29 сентября 1950                      | Рота E 2-го батальона 1-го полка 1-й усиленной дивизии морской пехоты.                                          | Погиб оставшись на позиции, что предупредило его товарищей о вражеском наступлении. |
| | Гилберт Д. Коллиер KIA            | Армия США                 | Капрал                               | Tutayon, Корея                           | 19 июля 1953 — 20 июля 1953           | Рота F 223-го пехотного полка 40-й пехотной дивизии.                                                            | Рисковал жизнью оставшись с раненым командиром, в то время как рота вернулась в лагерь. |
| — | Джон У. Коллиер KIA               | Армия США                 | Капрал                               | Chindong-ni, Корея                       | 19 сентября 1950                      | Рота C 27-го пехотного полка                                                                                    | Погиб, накрыв собой гранату |
| | Генри Коммиски                    | Корпус морской пехоты США | Второй лейтенант                     | Yongdungp'o, Корея                       | 20 сентября 1950                      | Рота C 1-го батальона 1-го полка 1-й усиленной дивизии морской пехоты.                                          | Рисковал жизнью множество раз атакуя противника, убив несколько врагов и нанеся значительный ущерб. |
| Samuel S Coursen USMA 1949 | Сэмюэль С. Курсен KIA             | Армия США                 | Первый лейтенант                     | Кэсон, Корея                             | 12 октября 1950                       | Рота C 5-го кавалерийского полка                                                                                | Погиб, пытаясь защитить упавшего товарища. |
| | Гордон М. Крейг KIA               | Армия США                 | Капрал                               | Ка-сан, Корея                            | 10 сентября 1950                      | Рота разведки 1-й кавалерийской дивизии.                                                                        | Погиб, накрыв собой гранату |
| | Джерри К. Крамп                   | Армия США                 | Капрал                               | Chorwon, Корея                           | 6 сентября 1951 — 7 сентября 1951     | Рота L, 7-го пехотного полка 3-й пехотной дивизии.                                                              | Получил ранения, накрыв собой гранату |
| | Джек А. Дэвенпорт KIA             | Корпус морской пехоты США | Капрал                               | Songnae-Dong, Корея                      | 21 сентября 1951                      | Рота G 3-го батальона 5-го полка 1-й усиленной дивизии морской пехоты.                                          | Погиб, накрыв собой гранату |
| | Джордж Э. Дэвис KIA               | ВВС США                   | Майор                                | река Sinuiju-Ялу, Корея                  | 10 февраля 1952                       | 334-я истребительная эскадрилья 4-й истребительной группы 5-го воздушного флота.                                | Погиб, защищая эскадрилью бомбардировщиков от группы из 15 вражеских МИГов. |
| | Рэй Дэвис                         | Корпус морской пехоты США | Подполковник                         | Hagaru-ri, Корея                         | 1 декабря 1950 to 4 декабря 1950      | 1-й батальон 7-го полка 1-й усиленной дивизии морской пехоты.                                                   | За руководство спасением попавшей в ловушку стрелковой роты. |
| | Ричард Д. де Виэт KIA             | ВМС США                   | Медик, петти-офицер III класса       | Корея                                    | 5 апреля 1951                         | 1-я усиленная дивизия морской пехоты.                                                                           | Медик, несмотря на двукратное ранение продолжал оказывать помощь упавшим морским пехотинцам, пока не был убит оказывая первую помощь упавшему товарищу.                                                       |
| | Уильям Ф. Дин                     | Армия США                 | Генерал-майор                        | Тэджон, Корея                            | 20 июля 1950 — 21 июля 1950           | 24-я пехотная дивизия                                                                                           | Рисковал жизнью руководя эвакуацией из Тэджона после его захвата неприятелем. |
| | Реджинальд Б. Дезидерио KIA       | Армия США                 | Капитан                              | Ipsok, Корея                             | 27 ноября 1950                        | Рота Е 27-го пехотного полка 25-й пехотной дивизии                                                              | Несмотря на ранение постоянно атаковал противника, что мотивировало его людей на разгром противостоящих вражеских сил.                                                                                        |
| | Дуэйн Э. Дьюи                     | Корпус морской пехоты США | Капрал                               | Пханмунджом, Корея                       | 16 апреля 1952                        | Рота E 2-го батальона 5-го полка 1-й усиленной дивизии морской пехоты.                                          | Рисковал жизнью чтобы спасти медика и нескольких морских пехотинцев накрыв гранату своим телом. |
| | Карл Г. Додд                      | Армия США                 | Второй лейтенант                     | Subuk, Корея                             | 30 января 1951 — 31 января 1951       | Рота Е 5-го пехотного полка 24-й пехотной дивизии                                                               | Постоянно атаковал противника пока его люди не захватили высоту 256. |
| — | Рэй Ю. Дюк KIA                    | Армия США                 | Сержант первого класса               | Mugok, Корея                             | 26 апреля 1951                        | Рота С 21-го пехотного полка 24-й пехотной дивизии                                                              | Убедил товарищей оставить его и уйти, сам продолжил вести огонь по врагу пока не был убит. |
| — | Джуниор Д. Эдвардс KIA            | Армия США                 | Сержант первого класса               | Changbong-ni, Корея                      | 2 января 1951                         | Рота Е 23-го пехотного полка 2-й пехотной дивизии                                                               | Много раз атаковал врага, убил нескольких противников, был убит. |
| | Виктор Х. Эспиноза                | Армия США                 | Капрал                               | Chorwon, Корея                           | 1 августа 1952                        | 1-й батальон 23-го пехотного полка 2-й пехотной дивизии                                                         | В одиночку уничтожил пулемётный расчёт, обнаружил и уничтожил вражеский туннель, зачистил два бункера. |
| — | Джон Эссебаггер KIA               | Армия США                 | Капрал                               | Popsudong, Корея                         | 25 апреля 1951                        | Рота A 7-го пехотного полка 3-й пехотной дивизии                                                                | В одиночку прикрывал отступление батальона, атаковал врага, пока не получил смертельное ранение. |
| | Дон Карлос Фейт KIA               | Армия США                 | Подполковник                         | Битва при Чосинском водохранилище, Корея | 27 ноября 1950 to 1 декабря 1950      | 1-й батальон 32-го пехотного полка 7-й пехотной дивизии                                                         | Рисковал жизнью постоянно возглавляя людей в течение пяти дней пока не был убит. |
| | Фернандо Л. Гарсия KIA            | Корпус морской пехоты США | Рядовой первого класса               | Корея                                    | 5 сентября 1952                       | Рота I 3-го батальона 5-го полка 1-й усиленной дивизии морской пехоты.                                          | Накрыл собой гранату, чтобы спасти своего товарища. |
| — | Чарльз Джордж KIA                 | Армия США                 | Рядовой первого класса               | Songnae-dong, Корея                      | 30 ноября 1952                        | Рота С 179-го пехотного полка 45-й пехотной дивизии.                                                            | Погиб, накрыв гранату своим телом. |
| | Чарльз Л. Джиллилэнд KIA          | Армия США                 | Рядовой первого класса               | Tongmang-ni, Корея                       | 25 апреля 1951                        | Рота I 7-го пехотного полка 3-й пехотной дивизии.                                                               | Убит, добровольно вызвавшись в прикрытие, удерживал противника на расстоянии, чтобы его отряд мог отойти. |
| | Эдуардо К. Гомес KIA              | Армия США                 | Сержант                              | Табу-донг, Корея                         | 3 сентября 1950                       | 8-й кавалерийский полк первой кавалерийской дивизии.                                                            | Прополз тридцать ярдов по открытому рисовому полю, чтобы в одиночку уничтожить вражеский танк. |
| | Edward Gomez KIA                  | Корпус морской пехоты США | Рядовой первого класса               | Высота 749, Корея                        | 14 сентября 1951                      | Рота E 2-го батальона первого полка 1-й усиленной дивизии морской пехоты.                                       | Пожертвовал жизнью, чтобы спасти товарища морского пехотинца, накрыв гранату своим телом. |
| — | Clair Goodblood KIA               | Армия США                 | Капрал                               | Popsu-dong, Корея                        | 24 апреля 1951 — 25 апреля 1951       | Рота D 7-го пехотного полка.                                                                                    | Убит, оказывая медицинскую помощь. Атакован врагом, его тело нашли, окружённым сотней убитых солдат противника.                                                                                               |
| | Ambrosio Guillen KIA              | Корпус морской пехоты США | Штаб-сержант                         | Songuch-on, Корея                        | 25 июля 1953                          | Рота F 2-го батальона 7-го полка 1-й усиленной дивизии морской пехоты.                                          | Вышел на открытое место для наблюдения за обороной своих позиций, оказанием помощи и эвакуацией раненых. |
| | Фрэнсис К. Хэммонд KIA            | ВМС США                   | Медик                                | Корея                                    | 26 марта 1953 — 27 марта 1953         | 1-й батальон 5-го полка 1-й усиленной дивизии морской пехоты.                                                   | Медик, пожертвовал жизнью, помогая и организуя помощь раненым морским пехотинцам, пока не был смертельно ранен разрывом вражеской мины.                                                                       |
| — | Lester Hammond, Jr. KIA           | Армия США                 | Капрал                               | Kumwha, Корея                            | 14 августа 1952                       | Рота A боевой группы 187-го парашютного полка.                                                                  | Убит, помогая медикам оказывать помощь и эвакуировать раненых. |
| | Мелвин О. Хандрих KIA             | Армия США                 | Мастер-сержант                       | Гора Собук-сан, Корея                    | 25 августа 1950 — 26 августа 1950     | Рота C 5-го пехотного полка                                                                                     | Убит отражая вражескую атаку. Его тело было найдено, окружённое 70 убитыми солдатами противника. |
| — | Джек Г. Хансон KIA                | Армия США                 | Рядовой первого класса               | Pachi-dong, Корея                        | 7 июня 1951                           | Рота F 31-го пехотного полка                                                                                    | В одиночку прикрыл отход взвода, был найден убитым с разряженным пистолетом в правой руке и окровавленным мачете в левой, вокруг него лежали 22 тела солдата противника.                                      |
| | Lee R. Hartell KIA                | Армия США                 | Первый лейтенант                     | Kobangsan-ni, Корея                      | 27 августа 1951                       | Батарея A 15-го батальона полевой артиллерии 2-й пехотной дивизии.                                              | Погиб руководя обстрелом противника. |
| | Raymond Harvey                    | Армия США                 | Капитан                              | Taemi-Dong, Корея                        | 9 марта 1951                          | Рота C 17-го пехотного полка                                                                                    | Много раз атаковал неприятеля и нанёс ему серьёзный ущерб. Тяжело ранен. |
| LT FredrickHenry CMH | Фредерик Ф. Хенри KIA             | Армия США                 | Первый лейтенант                     | Am-Dong, Корея                           | 1 сентября 1950                       | Рота F 38-го пехотного полка 3-й пехотной дивизии.                                                              | Раненый, прикрывал отход своего взвода. Уничтожил 50 солдат противника, пока не был убит. |
| | Rodolfo P. Hernandez              | Армия США                 | Капрал                               | Wontong-ni, Корея                        | 31 мая 1951                           | Рота G боевой группы 187-го парашютного полка.                                                                  | Несмотря на ранение убил шестерых солдат противника, после чего упал без сознания, раненый плей, штыком и взрывом гранаты.                                                                                    |
| | Томас Дж. Хаднер                  | ВМС США                   | Младший лейтенант                    | Битва при Чосинском водохранилище, Корея | 4 декабря 1950                        | Эскадрилья истребителей 32, на корабле U.S.S. Leyte                                                             | Рискнул жизнью, спасая сбитого пилота. |
| | Эйнар Х. Ингман                   | Армия США                 | Капрал                               | Maltari, Корея                           | 26 февраля 1951                       | Рота E 17-го пехотного полка 7-й пехотной дивизии.                                                              | Рисковал жизнью чтобы уничтожить вражескую артиллерийскую позицию и чтобы позволить своему взводу выполнить боевую задачу.                                                                                    |
| — | William R. Jecelin KIA            | Армия США                 | Сержант                              | Saga, Корея                              | 19 сентября 1950                      | Рота C 35-го пехотного полка 25-й пехотной дивизии.                                                             | Пожертвовал жизнью, накрыв собой гранату |
| | James E. Johnson KIA              | Корпус морской пехоты США | Сержант                              | Yudam-ni, Корея                          | 2 декабря 1950                        | Рота J 3-го батальона 7-го полка 1-й усиленной дивизии морской пехоты.                                          | Несмотря на серьёзное ранение последний раз его видели сражавшимся с противником врукопашную. |
| — | Mack A. Jordan KIA                | Армия США                 | Рядовой первого класса               | Kumsong, Корея                           | 15 ноября 1951                        | Рота K 21-го полка 24-й пехотной дивизии.                                                                       | Погиб, добровольно вызвавшись прикрывать отступление своего взвода. |
| Anthony T. Kahoʻohanohano | Энтони Кахо’оханохано KIA         | Армия США                 | Рядовой первого класса               | близ Chup'a-ri, Корея                    | 1 сентября 1951                       | Рота Н 17-го пехотного полка 7-й пехотной дивизии.                                                              | Несмотря на ранение в одиночку удерживал позицию и сражался врукопашную пока не был убит. |
| — | Billie G. Kanell KIA              | Армия США                 | Рядовой                              | Pyonggang, Корея                         | 7 сентября 1951                       | Рота I 35-го пехотного полка 25-й пехотной дивизии.                                                             | Пожертвовал жизнью, накрыв гранату своим телом. |
| Emil Kapaun | Эмиль Капаун KIA                  | Армия США                 | Капитан, Корпус капелланов армии США | Pyoktong, Северная Корея                 | 23 мая 1951                           | 3-й батальон 8-го кавалерийского полка.                                                                         | Находясь в лагере военнопленных рисковал жизнью, обшаривая в темноте окрестности лагеря, в поисках пищи, ухаживал за больными и подбодрял своих товарищей-солдат.                                             |
| — | Лорен Кауфман KIA                 | Армия США                 | Сержант первого класса               | Yongsan, Корея                           | 4 сентября 1950 — 5 сентября 1950     | Рота G 9-го пехотного полка                                                                                     | Постоянно атаковал противника, вынудив его к отступлению. |
| Head and torso of a man sitting with his arms folded on his lap, wearing a garrison cap, horn-rimmed glasses, and a military jacket. The jacket's left breast is completely covered in ribbon bars and medals. | Вудро Вильсон Кибл                | Армия США                 | Мастер-сержант                       | Sangsan-ni, Корея                        | 20 октября 1951                       | Рота G 19-го пехотного полка                                                                                    | Рисковал жизнью, лично уничтожив три вражеских пулемётных гнезда ручными гранатами. награду вручена посмертно президентом Джорджем Бушем-младшим 3 марта 2008 года.                                           |
| | John D. Kelly KIA                 | Корпус морской пехоты США | Рядовой первого класса               | Корея                                    | 28 мая 1952                           | Рота C 1-й батальон 7-го полка 1-й усиленной дивизии морской пехоты.                                            | Убит, в одиночку атакуя и уничтожив несколько вражеских бункеров. |
| | Jack W. Kelso KIA                 | Корпус морской пехоты США | Рядовой первого класса               | Корея                                    | 2 октября 1952                        | Рота I 3-й батальон 7-го полка 1-й усиленной дивизии морской пехоты.                                            | Убит, прикрыв огнём нескольких морских пехотинцев, прижатых огнём в бункере, что позволило им отступить. |
| | Robert S. Kennemore               | Корпус морской пехоты США | Штаб-сержант                         | К северу от Yudam-ni, Корея              | 27 ноября 1950 to 28 ноября 1950      | Рота E 2-й батальон 7-го полка 1-й усиленной дивизии морской пехоты.                                            | Намеренно накрыл своей ногой вражескую гранату, что спасло его товарищей от ран или гибели. |
| | Джон Э. Килмер KIA                | ВМС США                   | Медик                                | Корея                                    | 13 августа 1952                       | 3-й батальон 7-го полка 1-й усиленной дивизии морской пехоты.                                                   | Медик, убит, прикрывая своим телом раненого морского пехотинца. |
| — | Noah O. Knight KIA                | Армия США                 | Рядовой первого класса               | Kowang-San, Корея                        | 23 ноября 1951 to 24 ноября 1951      | Рота F 7-го пехотного полка 3-й пехотной дивизии.                                                               | Убит, атакованный тремя вражескими бойцами, пытаясь заложить взрывчатку. |
| | Джон К. Кёльш KIA                 | ВМС США                   | Младший лейтенант                    | Корея                                    | 3 июля 1951                           | Спасательный вертолётный отряд ВМС                                                                              | Умер в плену, после спасения нескольких товарищей из сбитого вертолёта и избегая противника в течение девяти дней.                                                                                            |
| — | Эрнест Р. Коума                   | Армия США                 | Сержант первого класса               | Агок, Корея                              | 31 августа 1950 to 1 сентября 1950    | Рота A 72-го танкового батальона                                                                                | Рисковал жизнью в ходе наступления, убил по меньшей мере 250 солдат противника. |
| | Леонард Кравиц KIA                | Армия США                 | Рядовой первого класса               | Yangpyong, Корея                         | 6 марта 1951 to 7 марта 1951          | Рота M 3-го батальона 5-го пехотного полка.                                                                     | Прикрыл огнём отступление своей части, после захвата позиции противником. |
| — | Edward C. Krzyzowski KIA          | Армия США                 | Капитан                              | Tondul, Корея                            | 31 августа 1951 to 3 сентября 1951    | Рота В 9-го пехотного полка 2-й пехотной дивизии.                                                               | Возглавил штурм сильно укреплённой высоты 700. Убит вражеским снайпером. |
| — | Darwin K. Kyle KIA                | Армия США                 | Второй лейтенант                     | Kamil-ni, Корея                          | 16 февраля 1951                       | Рота К 7-го пехотного полка 3-й пехотной дивизии.                                                               | За постоянные атаки и уничтожение противника. Убит вражеской пулемётной очередью. |
| | Hubert L. Lee                     | Армия США                 | Мастер-сержант                       | Ip-ori, Корея                            | 1 февраля 1951                        | Рота I 23-го пехотного полка 2-й пехотной дивизии.                                                              | Несмотря на серьёзное ранение продолжал вести людей и сражаться с противником. |
| | George D. Libby KIA               | Армия США                 | Сержант                              | Тэджон, Корея                            | 20 июля 1950                          | Рота C 3-го боевого сапёрного батальона 24-й пехотной дивизии.                                                  | Пожертвовал жизнью прикрывая водителя спасательного автомобиля от вражеских снарядов. |
| | Herbert A. Littleton KIA          | Корпус морской пехоты США | Рядовой первого класса               | Chungchon, Корея                         | 22 апреля 1951                        | Рота C 1-го батальона 7-го полка 1-й усиленной дивизии морской пехоты.                                          | Пожертвовал жизнью, накрыв гранату своим телом. |
| — | Charles R. Long KIA               | Армия США                 | Сержант                              | близ Хвенсон, Корея                      | 12 февраля 1951                       | Рота M 38-го пехотного полка 2-й пехотной дивизии.                                                              | Остался на передовой позиции, наводя огонь миномётов. Убит, когда его позиция была окружена противником. |
| | Бальдомеро Лопес KIA              | Корпус морской пехоты США | Первый лейтенант                     | Инчхон, Корея                            | 15 сентября 1950                      | Рота A 1-й батальон 5-го полка 1-й усиленной дивизии морской пехоты.                                            | Накрыл гранату своим телом. |
| | Charles J. Loring, Jr. KIA        | ВВС США                   | Майор                                | Sniper Ridge, Северная Корея             | 22 ноября 1952                        | 80-я истребительно-бомбардировочная эскадрилья, 8-е истребительно-бомбардировочное крыло.                       | Пожертвовал жизнь, направив подбитый самолёт на орудийные позиции противника. |
| — | William F. Lyell KIA              | Армия США                 | Капрал                               | Chup'a-ri, Корея                         | 31 августа 1951                       | Рота F 17-го пехотного полка 7-й пехотной дивизии.                                                              | Постоянно выходил под вражеский обстрел, чтобы разгромить противника и был в итоге убит вражеской миной. |
| — | Benito Martinez KIA               | Армия США                 | Капрал                               | Satae-ri, Корея                          | 6 сентября 1952                       | Рота A 27-го пехотного полка 25-й пехотной дивизии.                                                             | Отказался от эвакуации из-за активности противника и продолжал сражаться, пока не был убит. |
| | Daniel P. Matthews KIA            | Корпус морской пехоты США | Сержант                              | Высота «Вегас», Корея                    | 28 марта 1953                         | Рота F 2-й батальон 7-го полка 1-й усиленной дивизии морской пехоты.                                            | Пожертвовал жизнью, чтобы подавить вражескую орудийную точку. |
| | Фредерик Уильям Мозерт-третий KIA | Корпус морской пехоты США | Сержант                              | Songnap-yong, Корея                      | 12 сентября 1951                      | Рота B 1-й батальон 7-го полка 1-й (усиленной дивизии) морской пехоты.                                          | Несмотря на тяжёлое ранение вышел под вражеский обстрел отвлекая его от своих людей и в одиночку два пулемётных гнезда.                                                                                       |
| — | Robert M. McGovern KIA            | Армия США                 | Первый лейтенант                     | Kamyangjan-ni, Корея                     | 30 января 1951                        | Рота А 5-го кавалерийского полка 1-й кавалерийской дивизии.                                                     | Убит пулемётной очередью, после того как уничтожил вражескую орудийную точку. |
| | Alford L. McLaughlin              | Корпус морской пехоты США | Рядовой первого класса               | Корея                                    | 4 сентября 1952 — 5 сентября 1952     | Рота L 3-й батальон 5-го полка 1-й усиленной дивизии морской пехоты.                                            | Несмотря на болезненное ранение продолжал сражаться, пока противник не был разгромлен. |
| Head and shoulders of a smiling young man with dark hair wearing a garrison cap and a military jacket with two round pins on each lapel.                                                                       | Leroy A. Mendonca KIA             | Армия США                 | Сержант                              | Chich-on, Корея                          | 4 июля 1951                           | Рота B 7-го пехотного полка 3-й пехотной дивизии.                                                               | Пожертвовал жизнью, оставшись на открытой позиции и прикрывая отход взвода. |
| Lewis Millett saluting 1985 | Льюис Л. Миллетт                  | Армия США                 | Капитан                              | Soam-Ni, Корея                           | 7 февраля 1951                        | Рота E 27-го пехотного полка                                                                                    | Возглавил последнюю масштабную штыковую атаку в американской истории, чтобы захватить занятую противником высоту.                                                                                             |
| | Frank N. Mitchell KIA             | Корпус морской пехоты США | Первый лейтенант                     | Hansan-ni, Корея                         | 26 ноября 1950                        | Рота A 1-й батальон 7-го полка 1-й усиленной дивизии морской пехоты.                                            | Убит очередью в одиночку прикрывая отход своего отделения. |
| | Хироси Миямура                    | Армия США                 | Капрал                               | Тэджон-ни, Корея                         | 24 апреля 1951 — 25 апреля 1951       | Рота Н 7-го пехотного полка 3-й пехотной дивизии.                                                               | Первая засекреченная (Top Secret) медаль Почёта, в связи с нахождением Миямуры в плену у коммунистов. |
| | Ола Л. Майз                       | Армия США                 | Сержант                              | Surang-ni, Корея                         | 10 июня 1953 — 11 июня 1953           | Рота К 15-го пехотного полка 3-й пехотной дивизии.                                                              | Организовал оборону аванпоста, рискуя жизнью спасал солдат. |
| | Walter C. Monegan, Jr. KIA        | Корпус морской пехоты США | Рядовой первого класса               | Sosa-ri, Korea                           | 17 сентября 1950 and 20 сентября 1950 | Рота F 2-й батальон 1-го полка 1-й усиленной дивизии морской пехоты.                                            | Убит постоянно атакуя противника ночью. |
| | Whitt L. Moreland KIA             | Корпус морской пехоты США | Рядовой первого класса               | Kwagch'i-Dong, Korea                     | 29 мая 1951                           | Рота С 1-й батальон 5-го полка 1-й усиленной дивизии морской пехоты.                                            | Пожертвовал жизнью накрыв гранату своим телом. |
| — | Donald R. Moyer KIA               | Армия США                 | Сержант первого класса               | Сеул, Корея                              | 20 мая 1951                           | Рота E 35-го пехотного полка.                                                                                   | Пожертвовал жизнью накрыв гранату своим телом. |
| | Raymond G. Murphy                 | Корпус морской пехоты США | Второй лейтенант                     | Корея                                    | 3 февраля 1953                        | Рота А 1-й батальон 5-го полка 1-й усиленной дивизии морской пехоты.                                            | несмотря на ранение отказался от медицинской помощи сражался с противником пока все его люди не получили медицинскую помощь.                                                                                  |
| | Reginald R. Myers                 | Корпус морской пехоты США | Генерал-майор                        | Hagaru-ri, Корея                         | 29 ноября 1950                        | 3-й батальон 1-го полка 1-й усиленной дивизии морской пехоты.                                                   | Несмотря на потерю 170 своих людей в ходе 14-часового боя при минусовой температуре перегруппировывал свой отряд и возглавил атаку, в результате которой противник потерял 600 убитыми и 500 ранеными.        |
| | Juan Negrón                       | Армия США                 | Мастер-сержант                       | Kalma-Eri, Корея                         | 28 апреля 1951                        | 65-й пехотный полк 3-й пехотной дивизии.                                                                        | В течение ночи удерживал наиболее уязвимую позицию роты, аккуратно бросал гранату на короткие расстояния при приближении вражеских войск.                                                                     |
| | Eugene A. Obregon KIA             | Корпус морской пехоты США | Рядовой первого класса               | Сеул, Корея                              | 26 сентября 1950                      | Рота G 3-й батальон 5-го полка 1-й усиленной дивизии морской пехоты.                                            | Пожертвовал жизнью прикрыв своим телом раненого морского пехотинца. |
| | George H. O'Brien, Jr.            | Корпус морской пехоты США | Второй лейтенант                     | Корея                                    | 27 октября 1952                       | Рота Н 3-й батальон 7-го полка 1-й усиленной дивизии морской пехоты.                                            | Обеспечил прикрытие и оказание медицинской помощи в то время как его отряд был атакован противником. |
| | Джозеф Уэллетт KIA                | Армия США                 | Рядовой первого класса               | Yongsan, Корея                           | 31 августа 1950 to 3 сентября 1950    | Рота H 9-го пехотного полка 2-й пехотной дивизии.                                                               | Постоянно рисковал жизнью собирая гранаты и боеприпасы, пока не погиб от вражеского огня. |
| | John U. D. Page KIA               | Армия США                 | Подполковник                         | Битва при Чосинском водохранилище, Корея | 29 ноября 1950 to 10 декабря 1950     | X артиллерийский корпус, был приписан к 52-му транспортному грузовому батальону.                                | Постоянно атаковал противника и защищал конвой пока не был убит. |
| | Mike C. Pena KIA                  | Армия США                 | Мастер-сержант                       | Вэгван, Корея                            | 4 сентября 1950                       | 2-й батальон 5-го кавалерийского полка.                                                                         | Прикрывал отход своего отряда и всю ночь одиночку сдерживал крупный отряд противника, утром был убит. |
| | Charles F. Pendleton KIA          | Армия США                 | Капрал                               | Choo Gung-Dong, Корея                    | 16 июля 1953 to 17 июля 1953          | Рота D 15-го пехотного полка 3-й пехотной дивизии.                                                              | Несмотря на ранение отказывался от медицинской помощи и продолжал сражаться с противником, пока не был убит.                                                                                                  |
| | Lee H. Phillips KIA               | Корпус морской пехоты США | Капрал                               | Корея                                    | 4 ноября 1950                         | Рота Е 2-й батальон 7-го полка 1-й усиленной дивизии морской пехоты.                                            | Рисковал жизнью, чтобы уничтожить карман вражеского сопротивления. |
| | Herbert K. Pililaau KIA           | Армия США                 | Рядовой первого класса               | Pia-ri, Корея                            | 17 сентября 1951                      | Рота С 23-го пехотного полка 2-й пехотной дивизии.                                                              | В одиночку уничтожил более 40 солдат противника и погиб. |
| | Джон А. Питтмен                   | Армия США                 | Сержант                              | Kujangdong, Корея                        | 26 ноября 1950                        | Рота С 23-го пехотного полка 2-й пехотной дивизии.                                                              | Защитил своё отделение, накрыв гранату своим телом. |
| | Ральф Помрой KIA                  | Армия США                 | Рядовой первого класса               | Kumhwa, Корея                            | 15 октября 1952                       | Рота Е 31-го пехотного полка 7-й пехотной дивизии.                                                              | Пожертвовал жизнью, стреляя из тяжёлого пулемёта, пока не получил смертельное ранение. |
| — | Donn F. Porter KIA                | Армия США                 | Сержант                              | Mundung-ni Корея                         | 7 сентября 1952                       | Рота G 14-го пехотного полка 25-й пехотной дивизии.                                                             | Убит, сдерживая вражеский отряд. |
| | James I. Poynter KIA              | Корпус морской пехоты США | Сержант                              | Sudong, Корея                            | 4 ноября 1950                         | Рота А 1-й батальон 7-го полка 1-й усиленной дивизии морской пехоты.                                            | Пожертвовал жизнью уничтожив несколько солдат противника гранатами, чтобы спасти группу товарищей-морских пехотинцев.                                                                                         |
| | Ральф Пакетт                      | Армия                     | Первый лейтенант                     | Близ Унсан, Korea                        | 25-26 ноября 1950                     | 8-я рота рейнджеров, 8213-й армейский отряд, 8-я армия США                                                      | За мужество, проявленное на высоте 205 против нескольких сот китайских солдат. Единственный живущий из награждённый участников Корейской войны.                                                               |
| | George H. Ramer KIA               | Корпус морской пехоты США | Второй лейтенант                     | Корея                                    | 12 сентября 1951                      | Рота I 3-й батальон 7-го полка 1-й усиленной дивизии морской пехоты.                                            | Вёл своих людей против превосходящего по численности противника, несмотря на ранение отказывался от медицинской помощи, командовал на позиции, пока она не была захвачена противником.                        |
| Head and shoulders of a young man wearing a peaked cap and a military jacket with ribbon bars and a badge on the left breast.                                                                                  | Mitchell Red Cloud, Jr. KIA       | Армия США                 | Капрал                               | Chonghyon, Корея                         | 5 ноября 1950                         | Рота Е 19-го пехотного полка 24-й пехотной дивизии.                                                             | Получив серьёзное ранение отказался от медицинской помощи, продолжив сражаться с противником пока не был убит.                                                                                                |
| | Robert D. Reem KIA                | Корпус морской пехоты США | Второй лейтенант                     | Chinhung-ni, Корея                       | 6 ноября 1950                         | Рота Н 3-й батальон 7-го полка 1-й усиленной дивизии морской пехоты.                                            | Убит, накрыв гранату своим телом. |
| | Demensio Rivera                   | Армия США                 | Рядовой первого класса               | Changyongni, Корея                       | 22 мая 1951 — 23 мая 1951             | Рота G 2-го батальона 7-го пехотного полка 3-й пехотной дивизии.                                                | Пулемётчик, стойко удерживал передовую позицию, открытую для плотного вражеского огня. Когда его пулемёт вышел из строя стрелял из пистолета, бросал гранаты, бился врукопашную и в итоге отразил противника. |
| | Joseph C. Rodriguez               | Армия США                 | Рядовой первого класса               | Munye-ri, Корея                          | 21 мая 1951                           | Рота F 17-го пехотного полка 7-й пехотной дивизии.                                                              | В одиночку уничтожил несколько вражеских орудийных точек и стрелковых ячеек. |
| | Рональд Ю. Россер                 | Армия США                 | Капрал                               | Ponggilli, Корея                         | 12 января 1952                        | Рота тяжёлых миномётов 38-го пехотного полка 2-й пехотной дивизии.                                              | Несколько раз рисковал жизнью сражаясь с врагом и спасая нескольких раненых солдат. |
| | Тибор Рубин                       | Армия США                 | Капрал                               | Корея                                    | 23 июля 1950 to 20 апреля 1953        | Рота I 8-го кавалерийского полка 1-й кавалерийской дивизии.                                                     | В одиночку прикрыл отступление своего полка, после в китайском плену спас множество жизней своих товарищей-военнопленных.                                                                                     |
| | Daniel D. Schoonover KIA          | Армия США                 | Капрал                               | Sokkogae, Корея                          | 8 июля 1953 — 10 июля 1953            | Рота А 13 боевого сапёрного батальона 7-й пехотной дивизии.                                                     | Последний раз его видели сражавшимся с противником пулемётом, погиб от артиллерийского огня. |
| | Эдвард Р. Шовальтер               | Армия США                 | Первый лейтенант                     | Kumhwa, Корея                            | 14 октября 1952                       | Рота A 31-го пехотного полка 7-й пехотной дивизии.                                                              | Несмотря на ранения продолжал сражаться и вёл людей, пока они не разгромили противника. |
| | Louis J. Sebille KIA              | ВВС США                   | Майор                                | Hanchang, Корея                          | 5 августа 1950                        | 67-я истребительно-бомбардировочная эскадрилья, 18-я истребительно-бомбардировочная группа, 5-й воздушный флот. | Погиб, направив свой самолёт на вражеские войска. |
| | Richard Thomas Shea KIA           | Армия США                 | Первый лейтенант                     | Sokkogae, Корея                          | 6 июля 1953 — 8 июля 1953             | Рота A 17-го пехотного полка 7-й пехотной дивизии.                                                              | Последний раз его видели сражавшимся врукопашную с противником. |
| | Уильям Э. Шак KIA                 | Корпус морской пехоты США | Штаб-сержант                         | Корея                                    | 3 июля 1952                           | Рота G 3-й батальон 7-го полка 1-й усиленной дивизии морской пехоты.                                            | Пожертвовал жизнью, чтобы увериться в эвакуации всех раненых и погибших. |
| | Роберт Э. Симанек                 | Корпус морской пехоты США | Рядовой первого класса               | Корея                                    | 17 августа 1952                       | Рота F 2-го батальона 5-го полка 1-й усиленной дивизии морской пехоты.                                          | Рисковал жизнью, чтобы спасти товарищей, накрыв гранату своим телом. |
| | William S. Sitman KIA             | Армия США                 | Сержант первого класса               | Chipyong-ni, Корея                       | 14 февраля 1951                       | Рота М 23-го пехотного полка 2-й пехотной дивизии                                                               | Пожертвовал жизнью, чтобы спасти товарищей, накрыв гранату своим телом. |
| | Carl L. Sitter                    | Корпус морской пехоты США | Капитан                              | Hagaru-ri, Корея                         | 29 ноября 1950 — 30 ноября 1950       | Рота G 3-й батальон 1-го полка 1-й усиленной дивизии морской пехоты.                                            | Несмотря на болезненное ранение отказался от эвакуации и продолжал сражаться, пока не была обеспечена оборона местности.                                                                                      |
| | Sherrod E. Skinner, Jr. KIA       | Корпус морской пехоты США | Второй лейтенант                     | Корея                                    | 26 октября 1952                       | Батарея F 2-й батальон 11-го полка 1-й усиленной дивизии морской пехоты.                                        | Три часа сражался с противником. Пожертвовал жизнью, накрыв гранату своим телом. |
| | Дэвид М. Смит KIA                 | Армия США                 | Рядовой первого класса               | Йонсан, Корея                            | 1 сентября 1950                       | Рота Е 9-го пехотного полка 2-й пехотной дивизии.                                                               | Пожертвовал жизнью, чтобы спасти товарищей, накрыв гранату своим телом. |
| — | Клифтон Т. Спичер KIA             | Армия США                 | Капрал                               | Minarigol, Корея                         | 14 июня 1952                          | Рота F 223-го пехотного полка 40-й пехотной дивизии.                                                            | Погиб от ранений, полученных при атаке на вражеское пулемётное гнездо. |
| | Джеймс Л. Стоун                   | Армия США                 | Первый лейтенант                     | Sokkogae, Корея                          | 21 ноября 1951 to 22 ноября 1951      | Рота Е 8-го кавалерийского полка 1-й кавалерийской дивизии.                                                     | Попал в плен, ведя людей в атаку против превосходящего численностью противника. |
| | Лютер Стори KIA                   | Армия США                 | Рядовой первого класса               | Агок, Корея                              | 1 сентября 1950                       | Рота А 9-го пехотного полка 2-й пехотной дивизии.                                                               | Пожертвовал жизнью, прикрыв отступление товарищей. |
| — | Джером О. Сьюдет KIA              | Армия США                 | Второй лейтенант                     | Kumhwa, Корея                            | 12 сентября 1951                      | Рота В 27-го пехотного полка 25-й пехотной дивизии.                                                             | Несмотря на ранение вёл людей и в одиночку истребил группу солдат противника. |
| — | Henry Svehla KIA                  | Армия США                 | Рядовой первого класса               | Корея                                    | 12 июня 1952                          | Рота F 32-го пехотного полка 7-й пехотной дивизии.                                                              | Атаковал противника, чтобы спасти свой взвод, накрыл гранату своим телом. |
| | Уильям Г. Томпсон KIA             | Армия США                 | Рядовой первого класса               | Хаман, Корея                             | 6 августа 1950                        | Рота М 24-го пехотного полка 25-й пехотной дивизии.                                                             | Убит вражеской гранатой, прикрывая отступление своего отряда. |
| — | Чарльз У. Тёрнер KIA              | Армия США                 | Сержант первого класса               | Yongsan, Корея                           | 1 сентября 1950                       | 2-я разведывательная рота 2-й пехотной дивизии.                                                                 | Наводил танковый огонь, уничтоживший семь пулемётных гнёзд и прикрывал отступление своего отряда пока не погиб.                                                                                               |
| | Archie Van Winkle                 | Корпус морской пехоты США | Штаб-сержант                         | Sudong, Корея                            | 2 ноября 1950                         | Рота В 1-й батальон 7-го полка 1-й усиленной дивизии морской пехоты.                                            | Несмотря на серьёзное ранение продолжал сражаться и вести людей, пока не упал, обессилев от потери крови. |
| | Miguel Vera KIA                   | Армия США                 | Рядовой                              | Chorwon, Корея                           | 21 сентября 1952                      | Рота F 2-го батальона 38-го пехотного полка.                                                                    | Самоотверженно остался на позиции в ходе вражеского наступления и прикрывал отход союзных войск с высоты "Old Baldy".                                                                                         |
| | Джозеф Виттори KIA                | Корпус морской пехоты США | Капрал                               | Высота 749, Корея                        | 15 сентября 1951 — 16 сентября 1951   | Рота F 2-й батальон 1-го полка 1-й усиленной дивизии морской пехоты.                                            | В одиночку удерживал прореху в линии обороны, был найден убитым среди 200 мёртвых солдат противника, убитых им в одиночку.                                                                                    |
| | John S. Walmsley, Jr. KIA         | ВВС США                   | Капитан                              | Yangdok, Корея                           | 14 сентября 1951                      | 8-я бомбардировочная эскадрилья 3-я бомбардировочная группа.                                                    | Вёл самолёт через плотный вражеский огонь, чтобы защитить наземные войска и увеличить вражеский ущерб. |
| | Lewis G. Watkins KIA              | Корпус морской пехоты США | Штаб-сержант                         | Корея                                    | 7 октября 1952                        | Рота I 3-й батальон 7-го полка 1-й усиленной дивизии морской пехоты.                                            | Убит вражеской гранатой, разорвавшейся в его руке. |
| | Travis E. Watkins KIA             | Армия США                 | Мастер-сержант                       | Yongsan, Корея                           | 31 августа 1950 to 3 сентября 1950    | Рота Н 9-го пехотного полка 2-й пехотной дивизии.                                                               | Добровольно вызвался остаться и прикрыть отступление, поскольку знал, что его ранение замедлит спуск отряда с высоты.                                                                                         |
| | Jack Weinstein                    | Армия США                 | Сержант                              | Kumson, Корея                            | 19 октября 1951                       | Рота G 21-го пехотного полка 24-й пехотной дивизии.                                                             | Один и без помощника удерживал позицию, позволив своему отряду отступить. |
| | Эрнест Э. Уэст                    | Армия США                 | Рядовой первого класса               | Sataeri, Корея                           | 12 октября 1952                       | Рота L 14-го пехотного полка 25-й пехотной дивизии.                                                             | Несмотря на ранение помогал эвакуировать раненых и убил нескольких солдат противника. |
| — | Benjamin F. Wilson                | Армия США                 | Мастер-сержант                       | Hwach'on-Myon, Корея                     | 5 июня 1951                           | Рота I 31-го пехотного полка 7-й пехотной дивизии.                                                              | Постоянно рисковал жизнью, реорганизуя свои войска для контратаки. |
| | Harold E. Wilson                  | Корпус морской пехоты США | Техник-сержант                       | Корея                                    | 23 апреля 1951 — 24 апреля 1951       | Рота G 3-й батальон 1-го полка 1-й усиленной дивизии морской пехоты.                                            | Служил во вторую мировую, корейскую и вьетнамскую войну. Кроме медали Почёта получил пять медалей «Пурпурное сердце».                                                                                         |
| — | Ричард Дж. Уилсон KIA             | Армия США                 | Рядовой первого класса               | Opari, Корея                             | 21 октября 1950                       | Co. 1, медицинская рота, 187-й парашютный пехотный полк.                                                        | Пожертвовал жизнью, прикрыв своим телом товарища. |
| | Уильям Г. Уиндрич KIA             | Корпус морской пехоты США | Штаб-сержант                         | Yudam-ni, Корея                          | 1 декабря 1950                        | Рота I 3-й батальон 5-го полка 1-й усиленной дивизии морской пехоты.                                            | Пожертвовал жизнью, командуя своими людей при спасении нескольких раненых морских пехотинцев со склона холма.                                                                                                 |
| — | Брайан Х. Уомак KIA               | Армия США                 | Рядовой первого класса               | Sokso-ri, Корея                          | 12 марта 1952                         | Медицинская рота 14-го пехотного полка 25-й пехотной дивизии.                                                   | Пожертвовал жизнью, оказывая помощь другим раненым солдатам. |
| | Роберт Х. Янг KIA                 | Армия США                 | Рядовой первого класса               | К северу от Кэсона, Корея                | 9 октября 1950                        | Рота E 8-го кавалерийского полка 1-й кавалерийской дивизии.                                                     | Несмотря на ранение постоянно отражал противника, и настаивал, чтобы помощь сначала оказали другим раненым.                                                                                                   |